# Mondoñedo
Mondoñedo è un comune spagnolo di 3 352 abitanti situato nella comunità autonoma della Galizia, nella valle del fiume Masma la cui foce forma la ria de Foz, uno dei caratteristici fiordi galiziani sull'Oceano Atlantico.

## Storia

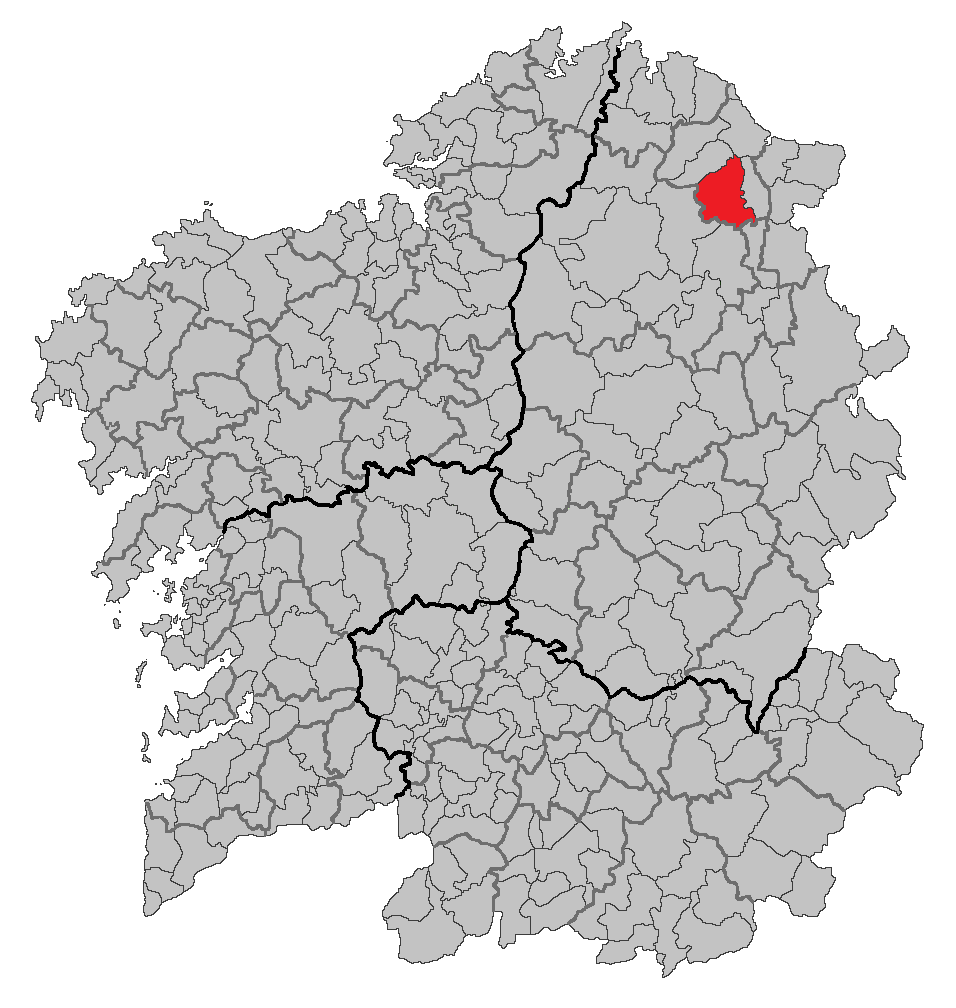
Posizione di Mondoñedo nella mappa geografica della Galizia

Il suo toponimo in lingua gallega è Mondoñedo. È sede vescovile della diocesi di Mondoňedo- Ferrol con sedi episcopali in entrambe le città e capitale della comarca della Mariña Central. Nel suo territorio la presenza umana risale all'Età del Bronzo come testimoniano i dolmen, le incisioni rupestri e un altare per i sacrifici umani trovati nella sua provincia.
Molti sono i ritrovamenti archeologici del periodo di dominazione romana anche nella stessa città di Mondoňedo che i Romani chiamavano Valibria (molti resti di castra, di lastricati di vie romane, bronzi di Adriano e Marco Aurelio). Gli Svevi si installarono nel V secolo e vi crearono il primo regno medioevale d'Europa con capitale a Braga (nel Nord del Portogallo) che ebbe il primo vescovo della penisola iberica.
La Chiesa si organizzò e il territorio fu diviso in parrocchie, il regno di Galizia restò indipendente salvo qualche periodo fino al 1833 quando fu soppresso. Sempre nel secolo V in seguito alla distruzione da parte dei Vichinghi della loro capitale, dei bretoni si trasferirono a Vallibria, a partire dal 1117 circa la Regina Urraca trasferì anche la sede della diocesi Bretonensis nella stessa località, precedentemente era ubicata a San Martino di Mondoñedo (vicino a Foz), e donó un territorio molto più vasto che ancora oggi è di 4500 km quadrati, ovvero copre tutto il Nord di Galizia.
Nel 1156 Alfonso VII di León concesse il titolo di città al municipio di Mondoňedo con i privilegi che ciò comportava (soprattutto il diritto di formare un consiglio per il governo della città entro determinati limiti); nel 1182 Ferdinando II di León decise di spostare la diocesi a Ribadeo però dopo non molto tempo (intorno al 1220) la sede vescovile, grazie al vescovo Martino che rispetta la volontà della Regina Urraca e ritorna a Mondoňedo e nell'anno 1219 continuarono i lavori di costruzione della cattedrale: la consacrazione fu attorno al 1246.
Nel 1320 si costruì la cinta muraria che ben presto si dimostrò insufficiente a racchiudere tutta la città sicché cominciarono a svilupparsi insediamenti esterni alle mura e la città aumentò le sue dimensioni. Nel secolo XV la città entrò in agitazione dividendosi in due fazioni: una, guidata da Pardo de Cela, che voleva l'indipendenza dai re cattolici che avevano incorporato la città nel nuovo Regno di Spagna e l'altra favorevole ai Re cattolici.
Pardo de Cela per un po' sembrò avere il sopravvento ma poi fu imprigionato e condannato a morte. A nulla valsero le implorazioni della moglie di Pardo che era cugina della regina Isabella e nemmeno la richiesta del vescovo di concedere la grazia ebbe effetto e la testa di Pardo rotolò nella piazza davanti alla Cattedrale e alla folla che in maggioranza aveva sperato nel perdono.
La città però continuò ad essere florida e nei secoli XVI-XVII furono numerose le nuove costruzioni di edifici pubblici e religiosi e si ebbe un'espansione industriale e nella organizzazione dell'agricoltura, floridezza che però terminò alla metà del XIX quando la pur modesta industria crollò e si manifestò anche uno scarso interesse per l'agricoltura.
Nel 1825 le fu dato il titolo di "ciudad muy noble, muy noble y muy fidel" (città molto nobile, molto nobile e molto fedele) ma, in cambio, perdette il ruolo di capitale della provincia che aveva da sempre. Ciò significò la perdita di alcune competenze amministrative ed anche una decadenza economica. La titolarità della provincia non fu più acquisita ed oggi è di Lugo. Mondoňedo dal punto di vista politico ed economico seguì fino ai nostri giorni le sorti della Galizia senza alcun protagonismo o distinzione.

## Monumenti e luoghi d'interesse

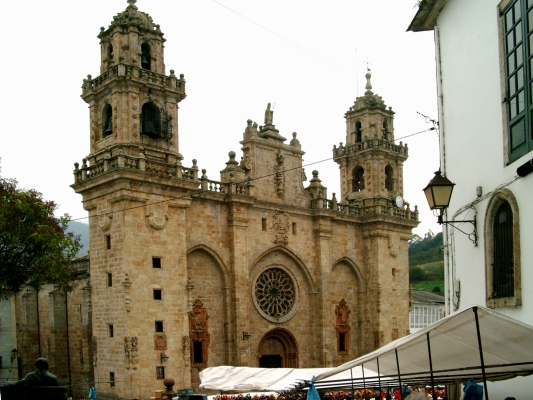
Mondoñedo, la cattedrale

- Catedral de la Virgen de la Asunción: dichiarata monumento nazionale nel 1902, la sua fondazione risale al 1219 ma i lavori durarono per tutto il XIII secolo e continuarono anche nel XIV. Ne risultò un edificio in cui sono presenti sia lo stile romanico che il gotico ma anche il barocco perché nel XVI e nel XVIII secolo si rifece la facciata e si aggiunsero le torri e gli ornamenti barocchi. Viene chiamata "cattedrale inginocchiata" per la sua scarsa altezza e per le sue perfette proporzioni, alle quali non nuoce la mescolanza di stili ben armonizzati fra loro. All'interno nel coro ci sono affreschi del XV secolo.
- Palacio episcopal: del XVI secolo che ospita il Museo diocesano di arte sacra e paramenti.
- Seminario Conciliar: è il più vasto edificio della città, fu iniziato nel XIII secolo e poi fu sempre ampliato fino al 1770. Contiene una preziosa biblioteca che, oltre ad avere molti libri, ha un centinaio di incunaboli e manoscritti della fine del secolo XIII. Il seminario fu incorporato nel 1780 nell'Università di Santiago di Compostela.
- Fonte Vella: conosciuta anche come Fuente de Alvaro Cinqueiro è una fontana monumentale costruita nel XVI secolo.
- Santuario dos Remedios: nel luogo dove sorge ora il santuario venne costruita nel 1558 una cappella con annesso un alloggio per pellegrini, il tutto però cadde in rovina e nel 1648 si dovette intervenire con lavori di consolidamento. L'aspetto attuale, assai diverso da quello originario, risale alla costruzione del 1733 voluto dal vescovo Sarmiento, qui sepolto.

- Igrexa Nova o anche Igrexa Parroquial de Santiàgo: fu iniziata nel 1890 e se ne dovette poi sospendere la costruzione per mancanza di fondi, trovati i quali la chiesa fu terminata nel 1901. È in stile neogotico.
- Monasterio de los Picos: iniziato nel XIV secolo esternamente alla città sulle pendici della montagna, divenne un alloggio per pellegrini e fu modificato nel XVIII secolo. Oggi è in stato degradato.
- Hospital de san Pablo y san Lazaro: costruito fra il 1750 e il 1755
- Convento di Alcantara y la Concepcion: del secolo XVI è attualmente la sede dell'ospedale.
- El Valle: la valle di Mondoňedo è molto verde per i boschi di pini e di eucalipti di grandi estensioni, solcati da piccoli e frequenti corsi d'acqua che confluiscono nel rio Masma, il fiume maggiore della valle.
- Salto del Coro: è una bella cascata del fiume Valiňadares.
- Cova do rei Cintolo: è una caverna lunga 7500 metri con diverse sale e gallerie con belle concrezioni naturali e un fiume sotterraneo. Il nome è legato ad una leggenda su un re Cintolo che aveva una figlia chiamata Xila innamorata di un conte, ma uno stregone era innamorato di lei e geloso le fece un sortilegio per cui Xila rimase imprigionata nella grotta non potendone più uscire e sta ancora aspettando qualcuno che venga a salvarla. Dal 2006 il Consiglio Comunale ha consentito al pubblico le visite guidate alla grotta.
- Pazo de San Isidro: ubicato nel Couto de Outeiro, del XVII secolo, fu uno dei tre progetti presentati dall'architetto Diego Ibáñez Pacheco (autore del Chiostro della Cattedrale) fu sede del Convento della Concepción. Include l'attuale edificio quella che fu la "Torre Vieja" sede amministrativa dell'antica citt´di Vallibria.

## Feste tradizionali
- As san Lucas sono feste e fiere della durata di 5 giorni in agosto. La loro istituzione si attribuisce al vescovo Martin in occasione della consacrazione della cattedrale nel 1246, ma esistevano già in precedenza e nel 1156 furono 8 i giorni di festa, che salirono fino a durare 15 giorni. Durante i 5 giorni attualmente si ha una successione di cerimonie religiose, di feste e di fiere del bestiame e della meccanica agricola e d'altro tipo, oltre che di prodotti alimentari. È di notevole importanza per l'agricoltura risorsa principale del comune e per l'allevamento del bestiame.
- Os Remedios feste in onore della Madonna dei Rimedi, patrona della città, che si aprono da una processione capeggiata dal sindaco e dalle autorità locali che si muove dal Consiglio comunale fino alla cattedrale accompagnata dal suono di un gruppo di cornamuse, strumento tradizionale della Galizia. Alla messa solenne seguono poi le feste.
- Mercado medieval si svolge a metà agosto e la città diventa una città medievale, si riempiono le strade di artigiani che esercitano vecchi mestieri seguendo le procedure in uso nel medioevo
- Rapas das Bestas è una specie di rodeo in cui in un apposito recinto vengono immess alcuni cavalli selvaggi che vivono liberi nella valle che devono essere domati e immobilizzati col solo uso delle mani. Quando il cavallo è immobilizzati gli si accorcia la criniera e lo si marchia a fuoco, dopo di che i cavalli sono rimessi in libertà. Questa festa si svolge in primavera.
- As Quendas festa dei primi di maggio, antica celebrazione della fioritura della vegetazione e della Primavera.